# Шариатские суды на Северном Кавказе

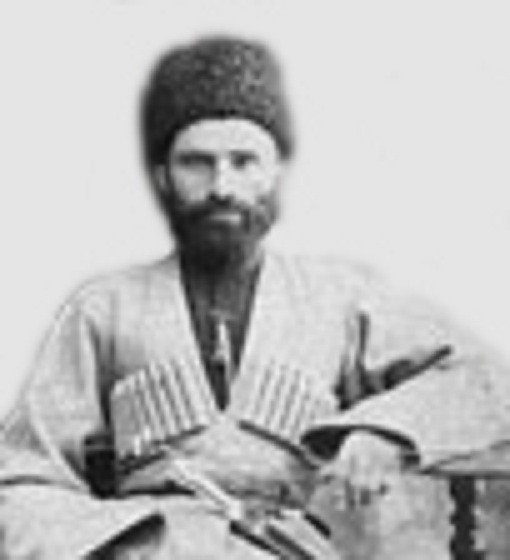
Абдул-Басир Мустафаев — первый председатель военно-шариатского суда Горской республики.

Основным источником права для шариатских судов (араб. махкама шария, реже — диван шарий) признавались нормы шариата. На западе Северного Кавказа суды следовали ханафитскому мазхабу, на востоке — шафиитскому (среди суннитов) и джафаритскому (среди шиитов).

## Горская республика
Одним из главных лозунгов революции 1917 года на Северном Кавказе было восстановление в полном объёме исламской правовой системы. В мае 1917 года на I Съезде горских народов Кавказа во Владикавказе было принято решение о создании первых шариатских судов (сокр. «шарсуд»). Городские шариатские суды открылись во Владикавказе, Нальчике, Грозном, Темир-Хан-Шуре (ныне Буйнакск) и других крупных городах, сельские суды — в отдельных селениях. К шариатским судам перешли функции так называемых словесных и народных судов.
В годы гражданской войны эти шариатские суды были преобразованы в военно-шариатские суды, которые играли роль военно-полевых трибуналов. В январе 1919 года Совет министров Горской республики утвердил «Положение о военно-шариатском суде». Суды продолжали работать при турецких оккупационных властях, под властью полковника Л. Ф. Бичерахова и Добровольческой армии генерала А. И. Деникина. Независимо от них с сентября 1919 по март 1920 г. в некоторых чеченских и дагестанских сёлах действовали суды Северо-Кавказского эмирата шайхуль-ислама Узун-Хаджи. На территориях, контролируемых большевиками работали революционно-шариатские суды. Шариатские суды использовались для расправы над политическими врагами. Так, в июле 1919 года главный военно-шариатский суд Темир-Хан-Шуры приговорил к смертной казни Уллубия Буйнакского, а в марте 1920 года при большевиках члены этого суда были расстреляны по приговору Темир-Хан-Шуринского революционно-шариатского суда.

## Советский Союз
После окончания гражданской войны в Адыгейской, Кабардино-Балкарской, Карачаево-Черкесской, Северо-Осетинской, Чеченской и Ингушской автономных областях были разработаны законы о шариатских судах. В каждой советской автономии была создана своя иерархия шариатских судов. В Дагестанской АССР организация шариатского правосудия была трёхступенчатой. На низшей ступени действовали сельские и городские суды — «шариатские тройки» из двух членов и председателя (дибира). Кассационной инстанцией для махкам шария всех уровней были Шариатский подотдел и следственные комиссии при Народном комиссариате юстиции Дагестанской АССР. В Горской АССР основным звеном шариатского правосудия были не сельские и городские суды, а окружные «шариатские тройки» во главе с кади (эфенди). Наиболее широкими полномочиями шариатские суды обладали в Чечне и Ингушетии, где их решения могли быть обжалованы только в Верховном суде РСФСР. В Кабардино-Балкарии и Адыгее кассационной инстанцией для шариатских судов был местный Народный комиссариат юстиции.
Ежегодно шариатскими судами разбиралось от 30-50 (на Северо-Западном Кавказе) до 70-80 % (в Дагестане и Чечне) всех судебных дел.
Накануне коллективизации окрепшее Советское государство решило уничтожить шариатское судопроизводство. В августе-декабре 1922 года были ликвидированы шариатские суды Горской АССР. В январе 1925 года были отменены суды в Кабардино-Балкарии и Адыгее, в январе 1926 года — в Чечне и Ингушетии, а в апреле-октябре 1927 года — в Дагестане. Согласно введённой в 1928 году в УК РСФСР Х главы «О преступлениях, составляющих пережитки родового быта» уличённые в участии в шариатских судах на год ссылались в концентрационный лагерь.
Насильственное объединение крестьян-мусульман в колхозы и гонения на шариатские суды вызвали волну долго не прекращавшихся крестьянских волнений, одним из главных целей которых было восстановление шариатских судов. Восстания были жестоко подавлены советскими властями. В 1944 году чеченцы, ингуши, карачаевцы и балкарцы были депортированы в Казахстан и Среднюю Азию. Однако, несмотря на репрессии в 1930-50-х годах, во многих сельских районах Северного Кавказа и даже в среднеазиатской ссылке продолжали тайно действовать шариатские суды.

## Российская Федерация
После распада Советского Союза в 1991 году на волне движения за мусульманское возрождение началось восстановление шариатских судов. В сельских и городских мусульманских общинах Северного Кавказа было учреждено несколько десятков судов. В 1996 году из Уголовного Кодекса РФ были изъяты статьи 212 и 235, которые приравнивали применение шариатского права к тяжкому преступлению, но шариатские суды так и не были признаны в РФ. В 1996 году шариатские суды стали действовать в Чеченской Республике Ичкерия, и в Ингушетии, где в декабре 1997 года принят закон, который обязывал мировых судей «руководствоваться нормами адата и шариата». В XXI веке шариатский суд чаще всего представляет имам (дибир/эфенди) соборной мечети, который по пятницам выполняет обязанности местного кади и председательствует на заседаниях совета старейшин общины.